# Микола, Ананда
Ананда Микола (индон. Ananda Mikola; родился 27 апреля 1980 года в Джакарте, Индонезия) — индонезийский автогонщик.
- Чемпион Азиатской Ф3 2005 года.

## Общая информация
Младший брат Ананды — Морено Соэпрапто — также профессионально занимается автоспортом.

## Спортивная карьера
Ананда начал свою автоспортивную карьеру в середине 1990-х годов с картинговых соревнований. В 1994-95 годах он дважды выигрывает национальный чемпионат в группе N.
В 1996 году начинается его карьера в большом автоспорте — индонезиец перебирается в чемпионат Формулы-Азии. В истории данной серии Микола не оставляет какого-либо значительно следа и уже в этом сезоне его имя появляется в стартовых листах итальянского первенства Ф3. В данной серии он проводит три сезона и 21 гонку, к концу на равных борясь с лидерами чемпионата.
В 1999 году индонезиец переходит в старшее итальянское «формулическое» первенство — Формулу-3000. Дебютный год оказался весьма успешен — Ананда выигрывает квалификацию и гонку на этапе в Пергузе (последнюю у него потом, правда, отнимут за технические нарушения) и, хотя его стабильность по ходу сезона оставляла желать много лучшего, он набирает достаточное финансирование, чтобы через год дебютировать в международном чемпионате.
Два года и десять гонок в МЧ Ф3000 стали серией разочарований — ещё год назад неплохо смотревшаяся WRT по ходу сезона-2000 сильно сдала, не имея в своём составе опытных пилотов и в конце года закрылась; год спустя Team Astromega испытывала схожие проблемы, однако смогла решить их по ходу сезона, когда второй пилот команды — действующий чемпион немецкой Ф3 Джорджо Пантано — стал показывать достойные для своего уровня результаты. Миколе дали шанс в первых трёх гонках, после чего заменили его на Дино Морелли.
После этой неудачи карьера индонезийца была близка к завершению, но в 2003 году он смог вернуться в гонки, приняв участие в сезоне младшего «формулического» первенства Мировой серии Рено. Сезон оказался весьма удачным — полтора года сидевший без гоночной практики пилот выиграл одну квалификацию и набрал за 16 гонок сезона седьмую сумму баллов в общем зачёте.
Удачное возвращение подняло интерес к услугам Ананды и в 2003-04 годах он проводит полтора сезона в азиатском первенстве Ф3. Уровень соперников позволяет Миколе показывать очень высокие результаты — индонезиец выигрывает девять из 16 стартов и в свой второй сезон в данном первенстве становится его чемпионом.
В 2005 году стартует первенство А1 Гран-при. Ананда находит финансирование и организует национальную команду в данном чемпионате. За следующие два сезона он проводит здесь четыре десятка гонок, периодически приезжая в очковой зоне. В паузах между гонками этой серии он принимает участие в сезоне-2006 азиатской Ф-Рено V6, где борясь с частью соперников по A1 он выигрывает несколько гонок и занимает третье место в личном зачёте.
В 2007-09 индонезиец пробует вновь вернуться в европейский формулический автоспорт, принимает участие в кузовных гонках, но нигде не добивается особых успехов.
После нескольких лет паузы Микола в 2012 году возобновляет свою гоночную карьеру, становясь пилотом Superstars Series, которая в том сезоне проводила один из своих этапов в домашнем для индонезийца Сентуле.

## Статистика результатов в моторных видах спорта

### Сводная таблица
| 1996    | Формула-Азия                                | н/д                             | н/д | н/д | н/д | н/д | н/д | н/д  |
| 1996    | Итальянская Ф3                              | н/д                             | 1   | 0   | 0   | 0   | 0   | НК   |
| 1997    | Итальянская Ф3                              | Cevenini Junior                 | 10  | 0   | 0   | 0   | 24  | 10-й |
| 1998    | Итальянская Ф3                              | RC Motorsport                   | 10  | 0   | 1   | 0   | 94  | 5-й  |
| 1998    | F3 Masters                                  | RC Motorsport                   | 1   | 0   | 0   | 0   |     | НФ   |
| 1999    | Итальянская Ф3000                           | Edenbridge                      | 5   | 1   | 0   | 0   | 4   | 13-й |
| 2000    | Международная Ф3000                         | World Racing Team               | 7   | 0   | 0   | 0   | 0   | НК   |
| 2001    | Международная Ф3000                         | Team Astromega                  | 3   | 0   | 0   | 0   | 0   | НК   |
| 2003    | World Series Light                          | RC Motorsport                   | 16  | 1   | н/д | 0   | 92  | 7-й  |
| 2004    | Азиатская Ф3                                | Kinetic F3                      | 4   | 0   | 2   | 3   | 32  | 7-й  |
| 2005    | Азиатская Ф3                                | Three Bond Racing               | 12  | 2   | н/д | 6   | 154 | 1-й  |
| 2005-06 | А1 Гран-при                                 | Индонезия                       | 20  | 0   | 0   | 0   | 16  | 18-й |
| 2006    | Азиатская Ф-Рено V6                         | Team Eurasia                    | 12  | 0   | 0   | 2   | 98  | 3-й  |
| 2006-07 | А1 Гран-при                                 | Индонезия                       | 20  | 0   | 0   | 0   | 1   | 21-й |
| 2007    | Евросерия 3000                              | G-Tec                           | 2   | 0   | 0   | 0   | 8   | 15-й |
| 2007    | Итальянская Ф3000                           | G-Tec                           | 2   | 0   | 0   | 0   | 8   | 10-й |
| 2008    | SpeedCar Series                             | Speedcar Team                   | 10  | 1   | 1   | 0   | 17  | 8-й  |
| 2009    | Азиатский кубок Porsche                     | Humpuss Racing Team             | 2   | 0   | 0   | 0   | 0   | НК   |
| 2012    | Superstars Series (Итальянский чемпионат)   | Ferlito Motors Roma Racing Team | 4   | 0   | 0   | 0   | 17  | 13-й |
| 2012    | Superstars Series (Международный чемпионат) | Ferlito Motors Roma Racing Team | 4   | 0   | 0   | 0   | 17  | 19-й |